# Cuevas del Almanzora
Cuevas del Almanzora este o municipalitate și un oraș din provincia Almería, Andaluzia, Spania, cu o populație de 10.425 locuitori.